# Jooris
Jooris is een Belgische notabele en adellijke familie afkomstig uit Brugge.

## Geschiedenis
De stamreeks begint met Jacques Jooris die op 24 september 1588 trouwde met Agnès Wittebroodt; deze datum is tevens de eerste inzake dit geslacht. Nazaten hadden bestuursfuncties, waaronder schepen, in de stad Brugge.

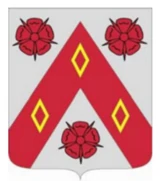
Wapen van de familie Jooris

## Afstamming
- Joseph Jooris (1789-1858), ondervoorzitter van de rechtbank van eerste aanleg in Brugge, x Isabelle D'Haeninck (1807-1866)
  - Joseph Jooris (1831-1898), buitengewoon gezant en gevolmachtigd minister, x Marie-Charlotte Eggermont (1845-1930)
    - Paula Jooris (zie hierna)
    - Gaston Jooris (zie hierna)

  - Emile Jooris (zie hierna)

## Paula Jooris
Pauline (Paula) Marie Joséphine Jooris (Brugge, 28 juni 1870 - Sint-Pieters-Woluwe, 8 april 1960) trouwde in Brussel in 1892 met Charles de Peñaranda de Franchimont (1861-1924). Ze werd gemeenteraadslid van Brussel en werd in 1933 opgenomen in de adel met de persoonlijke titel van barones.

## Gaston Jooris
- Dominique Gaston Ange Norbert François Jooris (Ledeberg, 13 september 1873 - Etterbeek, 8 februari 1960), diplomaat, werd in 1919 opgenomen in de Belgische erfelijke adel. Hij trouwde in Elsene in 1905 met barones Marie-Madeleine de Crombrugghe de Looringhe (1880-1962) en ze kregen tien kinderen, vijf dochters en vijf zoons, van wie er slechts een voor nakomelingen zorgde.
  - Christian Jooris (1905-1994), mijningenieur, trouwde in Verviers in 1937 met Jeanne Busch (1918-2001) en trad tijdens de Tweede Wereldoorlog toe tot het Verzet. Het echtpaar kreeg vijf kinderen, met opnieuw slechts één zoon die voor nakomelingen zorgde. Met afstammelingen tot heden. In 1940 sloot hij het verwarmingsbedrijf dat hij leidde, uit vrees verplicht te worden voor de bezetter te moeten werken. Hij ging met zijn gezin wonen in Wingene en sloot zich aan bij de verzetsgroepen die in het Brugse ommeland actief waren.
  - Hervey Jooris (1907-1991), pater trappist.
  - Pierre Jooris (1909-1943), advocaat, vertrok in december 1940 naar Engeland en kwam na een lange tocht vol hindernissen, samen met zijn broers Antoine en Emmanuel begin 1942 in Londen aan. Ze kregen een opleiding in de geheime diensten, als radiotelegrafist. In augustus 1942 werd hij naar België gestuurd maar werd per vergissing in Vendresse (Frankrijk) geparachuteerd. Hij vervoegde een Franse verzetsgroep en werd in januari 1943 gearresteerd. Na veelvuldige ondervragingen en folteringen werd hij ter dood veroordeeld en op 6 november 1943 in Atrecht terechtgesteld onder de naam Jacques Luncq.
  - Antoine Jooris (1911-1994) werd vanuit Engeland in augustus 1942 geparachuteerd, eveneens per vergissing in Vendresse. Hij kon naar België doorreizen en vond er zijn broer Emmanuel terug. Met anderen stichtte hij een verzetsgroep onder de naam Bayard. Hij overleefde de oorlog en trouwde in 1946 met Andrée Beaujean (1911-1985). Het echtpaar bleef kinderloos.
  - Emmanuel Jooris (1914-1945) trad toe tot het Verzet. In mei 1942 werd hij vanuit Engeland geparachuteerd in de streek van Binche. Hij werd bijna onmiddellijk door de Duitsers opgespoord. Samen met een collega richtte hij de verzetsgroep Brise-Botte op. In september 1943 werd hij verraden en opgepakt. Na gefolterd te zijn werd hij gedeporteerd in juni 1944 naar Gross Strehlitz, vervolgens naar Gross-Rosen. Begin 1945 werd hij overgebracht naar het concentratiekamp Dora, waar hij op 20 maart 1945, uitgeput, overleed.
  - Marie-Thérèse Jooris (1915-2006) was een actief luitenant van de inlichtingendiensten tijdens de Tweede Wereldoorlog. Ze trouwde in 1946 met André Woronoff (1913-2002).

## Emile Jooris
Emile Désiré Jean Marie Jooris (Brugge, 15 maart 1833 - Varsenare, 10 oktober 1919), doctor in de rechten, werd arrondissementscommissaris, burgemeester van Varsenare. In 1906 werd hij opgenomen in de Belgische erfelijke adel. Hij trouwde in 1861 in Mechelen met Gabrielle Vermylen (1841-1908). Ze kregen vijf kinderen, met afstammelingen tot heden.